# オレクサンドル・バガチ
オレクサンドル・バガチ （Oleksandr Bagach、ウクライナ語: Олександр Багач、1966年11月21日 - ）は、ウクライナの陸上競技選手。1996年アトランタオリンピックの銅メダリストである。

## 経歴
バガチは、砲丸投の選手として、1985年ヨーロッパジュニア選手権に出場。2位の成績を残す。1989年にはソ連のチャンピオンとなったものの、同年のヨーロッパカップではドーピング規定違反のため失格となっている。
バガチは1993年のシュトゥットガルトで開催された世界選手権では、20m40で4位となったものの、3位のアメリカのマイク・スタルスがドーピングで失格となったため3位に繰り上がり銅メダルを獲得した。翌年の1994年のヨーロッパ選手権では、20m34で銀メダルを獲得。金メダルのオレクサンドル・クリメンコ、銅メダルのロマン・ヴィラチュクとともにウクライナで表彰台を独占した。
バガチは、唯一のオリンピック出場となった1996年アトランタオリンピックでは、最終投てきが終わる前まで5位であったが、最終投てきで20m75のベスト記録を出し、逆転で3位となり銅メダルを獲得した。1997年のアテネで開催された世界選手権では、21m47を投げ、21m44を投げたアメリカのジョン・ゴディナらを抑え1位となった。しかし、優勝から5日後、バガチの尿から興奮剤が検出され失格となり、2位のゴディナが繰り上がりの金メダルとなった。
バガチは、翌1998年のヨーロッパ選手権、1999年の世界室内選手権と連勝。同年夏のセビリヤの世界選手権でも21m26で3位となり銅メダルを獲得した。
しかし、バガチは2000年のシーズンはじめ、ベルギーのヘントで開催されたヨーロッパ室内選手権で優勝を果たした後、薬物の陽性反応が検出された。優勝は取り消され、さらに、2度目の薬物違反ということで、彼の選手生命も絶たれてしまった。

## 自己ベスト
- 砲丸投 - 21m47 (1997年)

## 主な実績
| 年   | 大会                     | 場所                             | 種目   | 結果 | 記録  |
| ---- | ------------------------ | -------------------------------- | ------ | ---- | ----- |
| 1992 | ヨーロッパ室内陸上選手権 | ジェノバ(イタリア)               | 砲丸投 | 1位  | 20m75 |
| 1993 | 世界室内陸上選手権       | トロント(カナダ)                 | 砲丸投 | 3位  | 20m63 |
| 1993 | 世界陸上選手権           | シュトゥットガルト(ドイツ)       | 砲丸投 | 3位  | 20m40 |
| 1994 | ヨーロッパ室内陸上選手権 | パリ(フランス)                   | 砲丸投 | 1位  | 20m66 |
| 1994 | ヨーロッパ陸上選手権     | ヘルシンキ(フィンランド)         | 砲丸投 | 2位  | 20m34 |
| 1995 | 世界陸上選手権           | イェーテボリ(スウェーデン)       | 砲丸投 | 4位  | 20m38 |
| 1996 | オリンピック             | アトランタ(アメリカ合衆国)       | 砲丸投 | 3位  | 20m75 |
| 1997 | 世界室内陸上選手権       | パリ(フランス)                   | 砲丸投 | 2位  | 20m94 |
| 1998 | ヨーロッパ陸上選手権     | ブダペスト(ハンガリー)           | 砲丸投 | 1位  | 21m17 |
| 1998 | IAAFワールドカップ       | ヨハネスブルグ(南アフリカ共和国) | 砲丸投 | 2位  | 20m45 |
| 1999 | 世界室内陸上選手権       | 前橋(日本)                       | 砲丸投 | 1位  | 21m41 |
| 1999 | 世界陸上選手権           | セビリヤ(スペイン)               | 砲丸投 | 3位  | 21m26 |